# Kulturpreis des Landes Kärnten
Der Kulturpreis des Landes Kärnten, dem Büro des jeweiligen Landeshauptmannes zugeordnet, wird vom Land Kärnten vergeben.

## Kulturpreis
Der Kulturpreis wird als sogenannter Großer Kulturpreis bzw. Hauptpreis an eine Person vergeben, dem folgt gleichzeitig eine Vergabe von drei Würdigungspreisen und bis zu acht Förderungspreisen und nach 2000 fallweise ein Anerkennungspreis für eine Kulturinitiative.
2024 wurde der Vorschlag des unabhängigen Kärntner Kulturgremiums an die Landesregierung Kaiser III von den SPÖ-Regierungsmitgliedern unterstützt, die beiden ÖVP-Mitglieder Martin Gruber und Sebastian Schuschnig lehnten Josef Winkler als Kulturpreisträger ab und verließen vorher die Sitzung.

## Preisträger bis 1999
- 1973 Werner Berg
- 1974 Günther Mittergradnegger
- 1978 Robert Keldorfer
- 1983 Peter Handke
- 1989 Hans Staudacher
- 1991 Alois Brandstetter Kulturpreis des Landes Kärnten für Literatur
- 1994 Konrad Ragossnig

## Preisträger seit 2000
| Jahr                                      | Kulturpreis                                            | Würdigungspreis | Förderungspreis | Anerkennung                                                                          |
| ----------------------------------------- | ------------------------------------------------------ | --- | --- | ------------------------------------------------------------------------------------ |
| 2002                                      | Der Süden lebt. mit Winfried Winkler und Wolfgang Wulz | Franz Motschnig, Herbert Wochinz, Pro Holz | Helmut Machhammer, Anna Maria Elisabeth Hein, Peter Truschner, Karl-Bernhardin Kropf, Karl Altmann (Volkskultur), Heimo Dolenz, Gabriele Wieser |                                                                                      |
| 2003                                      | Helmut Wulz                                            | Lore Kutschera, Wolfgang Puschnig, | Catrin Bolt, Alfred Goubran, Thomas Modrej, Ingrid Türk-Chlapek, Robert Wlattnig, Werner Petutschnig, Alexander Kuchinka |                                                                                      |
| 2005 mit Kulturreferent Martin Strutz     | Wilhelm Neumann                                        | Klaus Amann, Inge Vavra, Otto Kapfinger | Christian Komposch, Doris Moser, Quintett Petzen mit Klaus Tschaitschmann, Franz Haimburger, Dietmar Morri, Klaus Fantoni und Norbert Haimburger, Lisa Rozmann, Jan Erik Rippmann, Klagenfurter Literaturkurs mit Viviane Eisold, Ina Loitzl, Thomas Woschitz. |                                                                                      |
| 2006 mit Kulturreferent Jörg Haider       | Cornelius Kolig                                        | Wilfried Robert Franz, Ulrich Harb, Heinz Trixner | Felician Honsig-Erlenburg, Dietmar Jannach, Ferdinand Kopeinig, Jürgen Lagger, Egon Straszer, Johanna Wiedenig, Thomas Zeloth | Hubert Sauper                                                                        |
| 2010 mit Kulturlandesrat Harald Dobernig  | Lilian Faschinger                                      | Verein Napoleonstadel Kärntens Haus der Architektur, Karina Ressler, Helmut Zwander                                                                      | Katharina Schmidl, Verein VADA, Judith Zdesar, Silvia Pistotnig, Markus Sepperer, Bernhard Wolfsgruber, Sabine Kanduth-Kristen, Christian Timmerer |                                                                                      |
| 2012 mit Kulturlandesrat Wolfgang Waldner | Meina Schellander                                      | Architektur-Spiel-Raum-Kärnten, Maja Haderlap, Franz Glaser                                                                                              | Eric Kressnig, Kulturhofkeller, Jonny Roth, Josef Kleindienst, Bibiana Nwobilo, Sonja Moser (Volkskultur), Lisa Rettl, Angelika Wiegele |                                                                                      |
| 2013                                      | Martin Kušej                                           | Gruppe „nonconform architektur vor ort“ mit Caren Ohrhallinger, Roland Gruber, Katharina Kothmiller und Peter Nageler; Angelika Kaufmann; Gerhard Lehner | Peter Jellitsch, Nina Rike Springer, Katrin Hauptmann, Rebekka Scharf, Ingrid Schmoliner (Musik), Karin Vierbauch, Nadja Danglmaier, Kirsten von Elverfeldt |                                                                                      |
| 2014                                      | Helmut Grasser                                         | Franz Jochum, Herwig Turk, Franz Rendl | Julia Hohenwarter, Michael Kuglitsch, Konrad Strutz, Elke Laznia, Reinhold Schmölzer, Günther Palko, Caroline Elisabeth Roth-Ebner, Andreas Kleewein |                                                                                      |
| 2015 mit Kulturlandesrat Christian Benger | Bruno Strobl                                           | Dietmar Pickl, Siegfried Kogler, Architekturprojekt „Schap!“, Künstlerduo Markus Hanakam/Roswitha Schuller                                               | Michael Kristof, Magdalena Lauritsch, Miriam Helga Auer, Philipp Zarfl, Carmen Gaggl, Gerhard Katschnig, Mathias Lux |                                                                                      |
| 2016                                      | Engelbert Logar                                        | Antonio Fian, Johann Strutz, Markus Lackner | Céline Struger, Leonie Humitsch, Katrin Gruzei, Verena Gotthardt, Igor Gross, BlechReiz Brass Quintett, Daniel Wutti und Michaela Müller | Verein Innenhofkultur mit Raimund Spöck                                              |
| 2017 mit Kulturlandesrat Christian Benger | Peter Turrini                                          | Hermann Knoflacher, Ines Doujak, Alenka Hain | Natalie Deewan, Markus Achatz, Sigrid Friedmann, Nina Zdouc, Julian Philipp, Emanuel Gamisch, Katrin Winkler, Bernhard Gitschtaler, Philipp Hungerländer | Verein s’Kulturkaschtl                                                               |
| 2018                                      | Klaus Ottomeyer                                        | Christian Bettstetter, Gisela Erlacher, Manfred Kovatsch                                                                                                 | Matthias Ortner Bandleader der Gruppe Matakustix (Volkskultur), Nataša Sienčnik (Bildende Kunst), Stefanie Sternig (Darstellende Kunst), Andrina Mračnikar (Elektronische Medien, Fotografie und Film), Norbert Kröll (Literatur), Hemma Pleschberger (Musik), Alexander Verdnik (Geistes- und Sozialwissenschaften) und Klaus Schöffmann (Naturwissenschaften/technische Wissenschaften). | Slowenischen Kulturverein Rosental/Slovensko prosvetno društvo Rož mit Karl Krautzer |
| 2019                                      | Julius Deutschbauer                                    | Hartwig Wetschko, Primus Sitter, Hans Mosser | Maria Legat (Bildende Kunst), Hungry Sharks (Darstellende Kunst), David Hofer (Elektronische Medien, Fotografie und Film), Stefan Feinig (Literatur), Duo [:klak:] – Stefan Kollmann und Markus Fellner (Musik), Raphael Pliemitscher (Volkskultur), Olivia Kada (Geistes- und Sozialwissenschaften) und Stefan Rass (Naturwissenschaften/Technische Wissenschaften)                       | Container 25                                                                         |
| 2020                                      | Johann Kresnik (posthum)                               | Josef Klingbacher, Peter Pirker, Lydia Mischkulnig | Laurien Bachmann, Nadine Zeintl, Elsa Kremser, Dominik Srienc, Hannah Senfter, Martina Lexer-Schwager, Elena Pilipets, Georg Gabriel Krainer | Netzwerk AKS Plattform for Contemporary Dance + art mit Andrea K. Schlehwein         |
| 2021                                      | Hubert Sauper                                          | Ingrid Türk-Chlapek, Zorka L-Weiss, Architekturbeirat Velden mit Alfred Bramberger und Karl Heinz Winkler                                                | Michaela Szölgyenyi, Stephan Leitner, Melina Kumer, Marius Siegfried Binder, Elena Messner, Leopold Fuchs (Filmemacher), Sabine Kristof-Kranzelbinder, Gregor Belancic-Pirker | Verein VADA mit Yulia Izmaylova                                                      |
| 2022                                      | Wolfgang Puschnig                                      | Angelika Kampfer, Hermann Hellwagner, Raffaela Lackner                                                                                                   | Johanna Riedl, Sarah Rebecca Kühl, Wolf-Maximilian Liebich, Tara Meister, Lena Kolter, Christina Kleinfercher, Birgit Aigner-Walder, Roswitha Rissner | Urban Playground                                                                     |
| 2023                                      | Arthur Ottowitz                                        | Architektenteam Winkler + Ruck, Musiker Janez Gregoric und Herta Maurer-Lausegger                                                                        | Daniel Hosenberg (bildende Kunst), Katarina Hartmann (darstellende Kunst), Stefan Reichmann (elektronische Medien, Fotografie und Film), Angela Lehner (Literatur), Michael Schwarzenbacher (Musik), Daniela Hackl (Volkskultur), Jasmin Donlic (Geistes- und Sozialwissenschaften) und Carmen Possnig (Naturwissenschaften)                                                               | Verein VIA – Verein für Industriekultur und Alltagsgeschichte                        |
| 2024                                      | Josef Winkler                                          | Elias Molitschnig (Architektur und Baukultur) Cristina Beretta (Geistes- und Sozialwissenschaften) Cvetka Lipuš (Literatur)                              | Terese Kasalicky (Bildende Kunst), Mira Stadler (Darstellende Kunst), Verena Repar (Elektronische Medien, Fotografie und Film), Barbara Juch (Literatur), das Duo SONOMA, bestehend aus Mira und Sara Gregorič (Musik), Lukas Joham (Volkskultur), Franz Hartlieb (Geistes- und Sozialwissenschaften) und Patrick Rodler (Naturwissenschaften/technische Wissenschaften)                   | Kulturvereine „ZARJA“ und „PERŠMAN“ aus Eisenkappel-Vellach/Železna Kapla            |